# Нойлее
Нойлее (нім. Neulehe) — громада в Німеччині, розташована в землі Нижня Саксонія. Входить до складу району Емсланд. Складова частина об'єднання громад Дерпен.
Площа — 13,62 км2. Населення становить 817 ос. (станом на 31 грудня 2021).